# 木下謙次郎

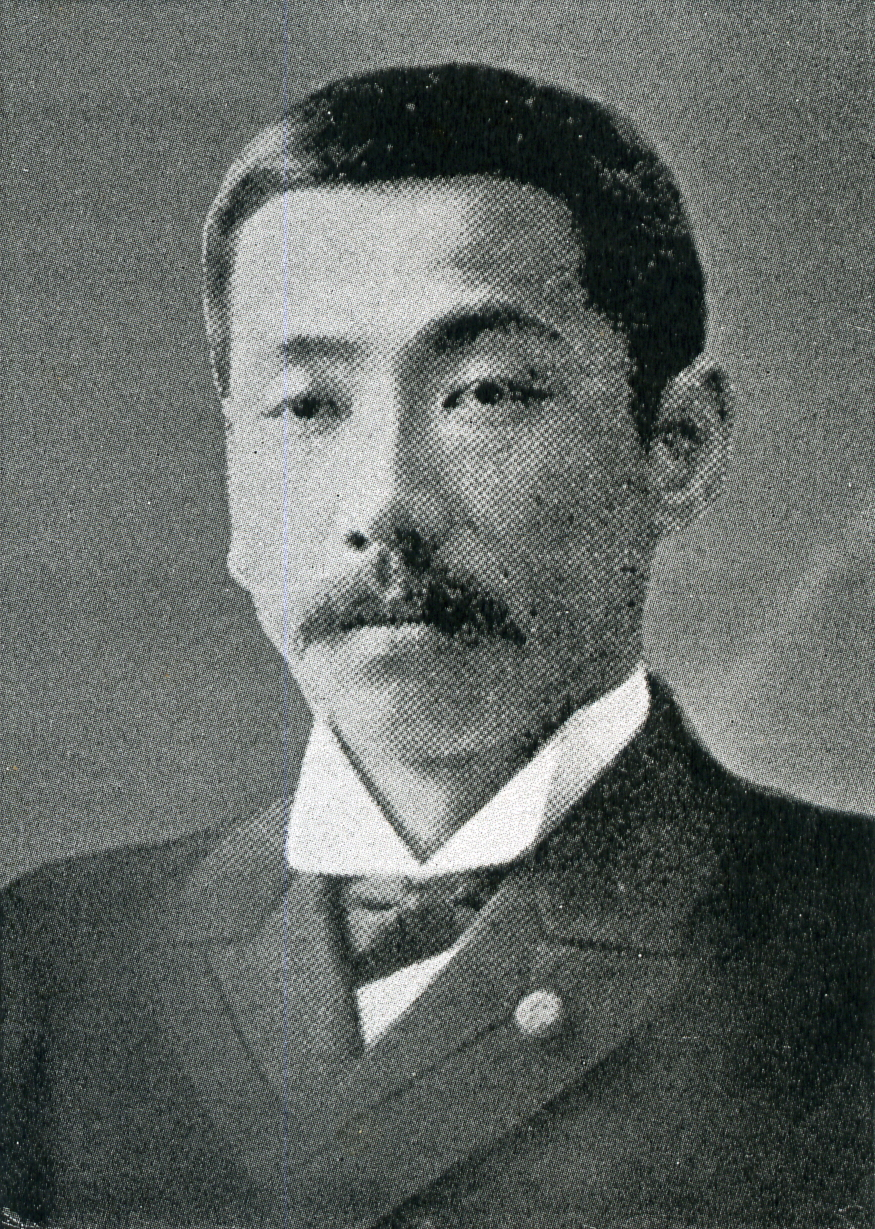
木下謙次郎の肖像写真

木下 謙次郎（きのした けんじろう、明治2年2月28日（1869年4月9日） - 昭和22年（1947年）3月28日）は、日本の明治から昭和初期にかけての政治家。貴族院議員、衆議院議員、関東長官。美食家としても知られ、著書『美味求真』は、食通の原典として今日も名高い。

## 略歴
1869年（明治2年）に大分県宇佐郡安心院町木裳（現在の宇佐市）に生まれる。1892年（明治25年）東京法学院（現中央大学）卒業。政治家を志し、貴族院議員、衆議院議員として当選9回。この間、所属政党は、国民党、立憲同志会・憲政会、立憲政友会、政友本党などにめまぐるしく移り変わり、政界の策士と呼ばれた。
選挙違反事件に連座したこともあったが、1927年（昭和2年）の大喪の礼に伴う恩赦で赦免された。
同年12月17日、、関東州の民政を統括する関東庁の長官である関東長官に就任。1929年（昭和4年）8月17日まで務めている。1946年（昭和21年）7月8日、貴族院勅選議員に任じられ、交友倶楽部に所属して死去するまで在任した。
1925年（大正14年）1月に啓成社から『美味求真』を発行。この書は日本初の食を主題にした随筆であるとされ、3月までに50版を重ねるベストセラーとなった。また、昭和初期にかけては、『続美味求真』（1937年）、『続々美味求真』（1940年）の2冊の続編も刊行された。北里柴三郎は『美味求真』に序を寄せ、木下が政界に身を投じたのは一大損失であると嘆じている。
1947年（昭和22年）3月28日没。行年78。墓所は港区南青山の玉窓寺。正面「木下氏之墓」。
元衆議院議員、元大分県知事の木下郁は甥。元大分市長、元衆議院議員の木下敬之助は弟の孫にあたる。

## 栄典
位階
- 1927年（昭和2年）12月28日 - 従四位[4]

勲章等
- 1915年（大正4年）11月10日 - 大礼記念章[5]